# Sagunto
Sagunto (hiszp. wym. [saˈɣunto]), Sagunt (walenc. wym. [saˈɣunt]) – miasto we wschodniej Hiszpanii, we wspólnocie autonomicznej Walencja, przy ujściu rzeki Paláncia do Morza Śródziemnego. Przedmieścia Walencji. Około 67 tys. mieszkańców.

## Historia
W starożytności osada Iberów, później grecka kolonia Saguntum. Od III w. p.n.e. sprzymierzone z Rzymem. W 219 p.n.e. zdobycie Sagunto przez Kartagińczyków pod wodzą Hannibala doprowadziło do wybuchu II wojny punickiej (218–201 p.n.e.). Ok. 212 p.n.e. pod panowaniem Rzymu. W VIII w. zajęte przez Arabów, którzy władali miastem do 1248. W 1. połowie XIII w. włączone do Aragonii. W wiekach średnich znane jako Murviedro.

## Gospodarka
Przemysł metalurgiczny (hutnictwo żelaza), chemiczny, materiałów budowlanych i spożywczy. Węzeł kolejowy i drogowy. Port rybacki. Ośrodek turystyczno-wypoczynkowy, kąpielisko morskie.

## Zabytki
Pozostałości rzymskiego teatru, świątyni i cyrku, a także dwóch fortec arabskich, kościoły S. Maria (1334, XVII w.) i S. Salvador (fragmenty z XIII w.), średniowieczne mury obronne i zamek.